# Ludovic Savatier
Pour les articles homonymes, voir Savatier.
Paul Amédée Ludovic Savatier, né le 19 octobre 1830 à Saint-Georges-d'Oléron et mort le 27 août 1891 dans la même commune, est un médecin militaire, botaniste et explorateur français.
Bien que disparu relativement jeune, il eut une carrière exceptionnellement active tant sur le plan de la médecine que de la botanique. Il est considéré comme le père de la botanique moderne au Japon

## Biographie
Admis dans le service de santé de la marine en 1852, il y achève sa carrière au grade de médecin en chef.
En tant que médecin militaire embarqué, le docteur Ludovic Savatier a récolté au cours d'expéditions au Japon nombre de spécimens de flore, pour la plupart inconnus du monde occidental, entre 1866 et 1870 et entre 1873 et 1876. 
Il a entrepris également une expédition en Amérique du Sud entre 1876 et 1879 à bord de La Magicienne, navire de la division navale française du Pacifique. Il traverse le détroit de Magellan et explore la Patagonie et la Terre de Feu entre le 8 et le 25 février 1877. À cette époque, et pendant encore quelques années, les seules descriptions botaniques ou géographiques de cette région ne sont fondées que sur ses propres observations de la végétation des terres bordant le détroit de Magellan. Il décrit Isoetes savatieri à Puerto Bueno, espèce qui sera ainsi baptisée par Franchet en 1884.
L'herbier de Ludovic Savatier est heureusement abondamment décrit par Bescherelle en 1889; Bescherelle et Massalongo en 1889, dont ses bryophytes par Franchet en 1889; ainsi que ses spermatophytes et ses ptérophytes. L'itinéraire de Savatier pendant cette expédition de la Terre de Feu est le suivant : 9-10 février, Punta Arenas ; 11 février Port-Galant ; 12-15 février, Puerto Churucca, au bout de l'île Desolación ; 15-19 février, Puerto Bueno au bord du canal Sarmiento ; 21 février, Puerto Edén et l'île Wellington, puis le nord de Valparaíso.
Il prend le chemin du retour en 1879: 20-23 janvier 1879, Puerto Otway, péninsule des Trois-Monts ; 24 janvier, Puerto Edén, île Wellington; 26 janvier, Port-Molyneux, île Madre de Dios ; 30 janvier, Puerto Churucca ; île de la Désolation ; 31 janvier, Port-Galant ; 4-5 février, Punta Arenas.
Le nombre de spécimens récoltés pendant l'expédition de La Magicienne s'élève à 1 100, conservés aujourd'hui au Muséum national d'histoire naturelle, à Paris. Ses collections analysées selon leur localisation contribuent de manière importante à la connaissance phytogéographique de la Patagonie occidentale.
Le médecin en chef de la marine Savatier était officier de la Légion d'honneur.

## Œuvres
- Ludovic Savatier, Contributions à la géographie médicale. Station navale de l'Océan Pacifique, Archives de médecine navale, 33, 5-35., 1880
- Ludovic Savatier et Adrien Franchet, Enumeratio plantarum in Japonia: sponte crescentium hucusque rite cognitarum, adjectis descriptionibus specierum pro regione novarum, quibus accedit determinatio herbarum in libris japonicis So Mokou Zoussetz xylographice delineatarum, éd. F. Savy, 789 pp., 1875
- Ludovic Savatier, Quelques considérations sur l'enchondrome, éd. Faculté de médecine de Strasbourg, 33 pp., 1865

## Hommages
- (Aristolochiaceae) Asarum savatieri Franch.[4]
- (Asclepiadaceae) Cynanchum savatierii Koidz.[5]
- (Asteraceae) Gymnaster savatieri (Makino) Kitam.[6]
- (Cyperaceae) Eleocharis savatieri C.B.Clarke ex H.Lév.[7]
- (Isoetaceae) Calamaria savatieri (Franch.) Kuntze[8]
- (Orchidaceae) Listera savatieri Maxim. ex Kom.[9]
- (Poaceae) Chloris savatieri Baill.[10]
- (Polygonaceae) Aconogonon savatieri (Nakai) Tzvelev[11]
- (Ranunculaceae) Thalictrum savatieri Foucaud[12]
- (Rosaceae) Potentilla savatieri Cardot[13]
- (Solanaceae) Leucophysalis savatieri (Makino) Averett[14]